# Rifreddo
Rifreddo is een gemeente in de Italiaanse provincie Cuneo (regio Piëmont) en telt 1071 inwoners (31-12-2004). De oppervlakte bedraagt 6,8 km², de bevolkingsdichtheid is 158 inwoners per km².

## Demografie
Rifreddo telt ongeveer 444 huishoudens. Het aantal inwoners steeg in de periode 1991-2001 met 5,8% volgens cijfers uit de tienjaarlijkse volkstellingen van ISTAT.
| Jaar | Inwoneraantal |
| ---- | ------------- |
| 1991 | 975           |
| 2001 | 1032          |

## Geografie
Rifreddo grenst aan de volgende gemeenten: Envie, Gambasca, Revello, Sanfront.